# Gewone vogelmelk
De gewone vogelmelk (Ornithogalum umbellatum) is een 10-30 cm hoge plant uit het geslacht vogelmelk. In Nederland is de plant vanaf 1 januari 2017 niet meer wettelijk beschermd.
De plant vormt een bloembol. De bloeiwijze is een schermvormige tros met tien tot twintig bloemen, waarbij de onderste bloemstelen sterk verlengd zijn en zo een scherm vormen. De bloem bestaat uit twee trio's van binnen witte kroonbladen. De bloem heeft een doorsnede van 30-50 mm. De kroonbladen zijn aan de buitenkant groen met een witte rand die tot aan het einde van het kroonblad loopt. De bloem sluit zich bij slecht weer, en ook bij zon in de loop van de middag. De plant bloeit in mei en juni.
De vrucht is een driehoekige doosvrucht met ovale, zwarte zaden.
De gewone bladeren zijn 2-8 mm breed en hebben aan de binnenzijde in het midden een witte streep.
In de 23e druk van de Heukels wordt het geslacht vogelmelk ingedeeld in de aspergefamilie (Asparageaceae), maar volgens het APG II-systeem is het ook toegestaan het geslacht te plaatsen in de hyacinthenfamilie (Hyacinthaceae).

## Verspreiding
De plant vermeerdert zich zowel door zaad als vegetatief door bolletjes.
Gewone vogelmelk komt voor op zonnige tot licht beschaduwde plaatsen op matig vochtige, matig voedselrijke grond. Groeiplaatsen zijn grasland, bermen, rivierdijken, spoorbermen, open loofbossen en parken, binnenduinen en begraafplaatsen.
Het verspreidingsgebied is West- en Midden-Europa, het Middellandse Zeegebied en Voor-Azië. In het oosten van de Verenigde Staten is de plant ingevoerd. De plant komt in Nederland en België vrij algemeen voor.

## Plantengemeenschap
De gewone vogelmelk is een kensoort voor het abelen-iepenbos (Violo odoratae-Ulmetum).

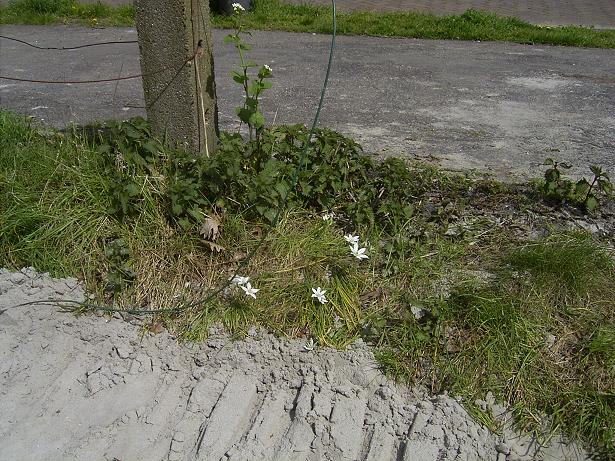
Als bermplant
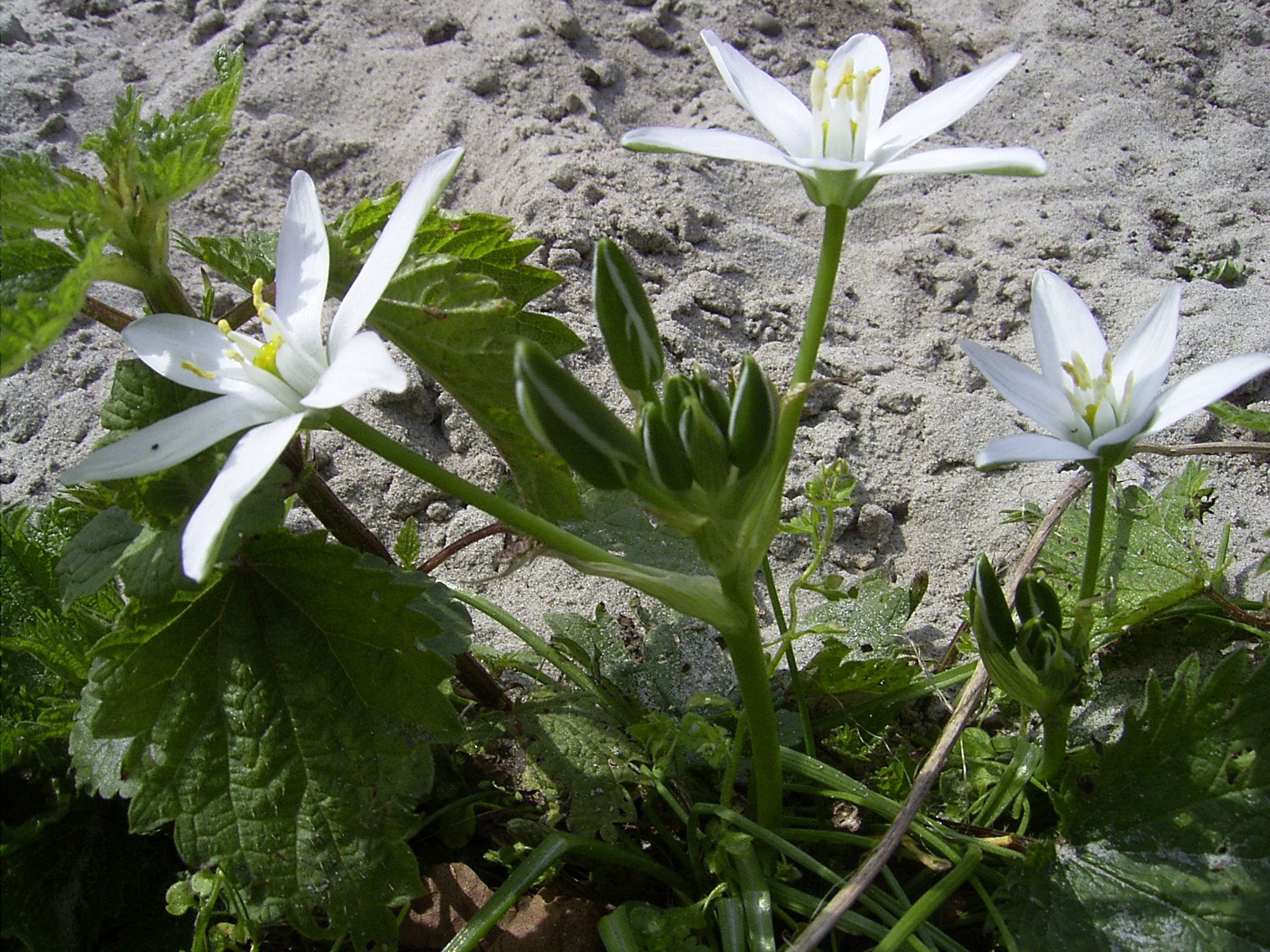
Bloeiwijze
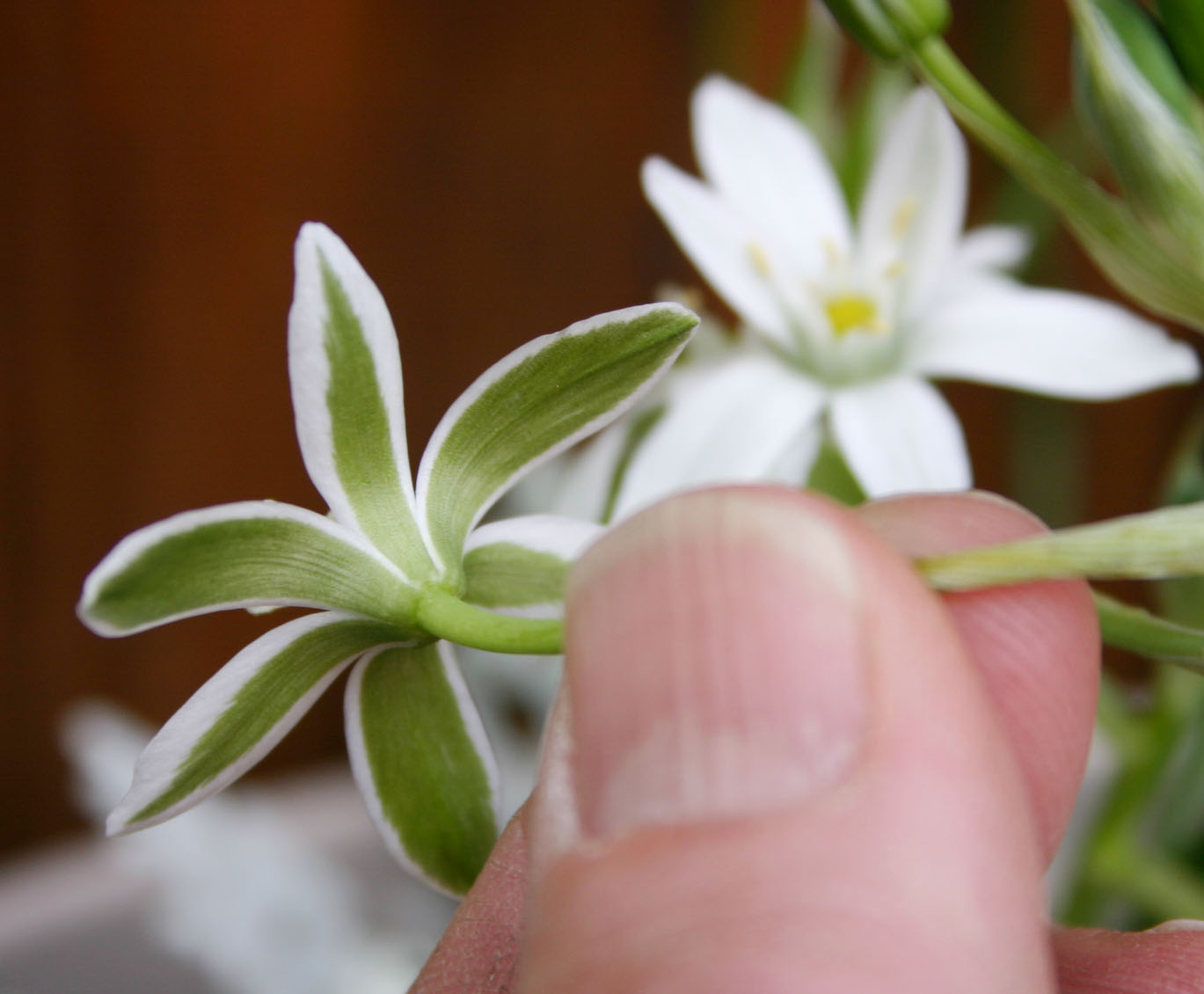
Onderzijde kroonbladen